# Fernando Armas
Fernando Humberto Armas Carlos (Chiclayo, 30 de mayo de 1965) es un actor cómico e imitador de radio y televisión peruano.

## Biografía
Nació el 30 de mayo de 1965 en la ciudad de La Victoria (distrito de Chiclayo). Armas pertenece a una familia numerosa, en que es el octavo de once hermanos. Estudió administración y producción de televisión.
Cuando llegó a Lima en 1990 buscó suerte en visibilizar su talento. Fue así que participó en el conocido programa televisivo Trampolín a la fama y sorprendió al conductor Augusto Ferrando por la calidad de su imitación. Luego pasaría a trabajar en el programa cómico más importante de la televisión Peruana Risas y salsa. Destacando por sus múltiples imitaciones entre ellas: Laura Bozzo, Alberto Fujimori, Alejandro Toledo, etc. Para 1997 forma parte del elenco de Risas de America consagrando su trayectoria. para el 2000 vuelve a figurar en los medios por su personificación de Fulvio Carmelo el popular «Chichiricósoro».
Desde el año 1993 hasta el año 2008, trabajó en el programa radial Los chistosos con Guillermo Rossini, Hernán Vidaurre y Giovanna Castro en RPP.
En septiembre de 1999, ingresó a ATV donde condujo el programa cómico Los cincorregibles, junto a Arturo Álvarez, Manolo Rojas y Alfredo Benavides.
En marzo de 2000, ingresó a Panamericana Televisión condujo su programa de televisión 24 minutos con Guillermo Rossini y Hernán Vidaurre que duró hasta en julio de 2003. En agosto de 2003, América Televisión donde condujo el programa de televisión Noti-ríase que duró hasta a mediados de 2004.
A fines de 2005, regresó a las filas de ATV (2005-2008) y también el regresó a Red Global (2009-2011) donde condujo los programas Que tal mañana, junto a Laura Borlini y Hernán Vidaurre, sustituido de 2007 por Ricardo Rondón, QTM te pone al día y el programa cómico Ponte al día (en noviembre de 2010, posteriormente llamado su programa El noticioso), junto a Guillermo Rossini y Hernán Vidaurre que duró hasta en marzo de 2011. Apareció también en varios comerciales de marcas como Claro, Fideos Sayón y Leche Gloria.
En julio del 2008, anunció su retiro de Los chistosos con el fin de tomar la conducción de un nuevo programa cómico radial, que se llama Los imitadores y que se transmitió por la desaparecida CPN Radio.
En enero de 2009, regresó a Panamericana Televisión donde condujo los programas Tus mañanas con todo y Tres al día que duró hasta el 5 de junio del mismo año.
El 15 de septiembre del 2010 tomó la conducción de un nuevo programa radial por Okey Radio. Posteriormente ingresó al programa El estelar del humor, donde estuvo hasta fines de 2011.
El 4 de abril del 2011, conduce un nuevo programa radial llamado Los cocolocos por La Karibeña.
De abril a diciembre del 2012, es parte del jurado de programa-concurso Yo soy por Frecuencia Latina. Armas continúa como juez en la nueva temporada del programa en 2013.
El 13 de enero del 2014, regresa a la radio con su programa radial Salsa con humor por Radiomar Plus hasta el 2016.
En el 2015, tuvo su propio programa Comediando en Willax Televisión hasta el 2016, que inició el programa KG de Risa junto a su sobrino Miguel Moreno que duró hasta 2017.
En el 2017, inició su programa radial Los exitosos del humor junto al también comediante Arturo Álvarez y su sobrino Miguel Moreno, por la emisora Radio Exitosa.

## Vida privada
Está casado con Charo Cristina Fernández Cruzado, regidora en el distrito de Los Olivos, tiene dos hijos: Fernando Jerry y Sharon Yanelli Armas Fernández. 

## Personajes

### Imitaciones
- Aldo Miyashiro, nombrado «Aldo Miyachino"
- Alejandro Toledo, nombrado «Alejandro Choledo»
- Alberto Fujimori, nombrado «Alberto Yukimori»
- Angie Jibaja, nombrado «Angie Jirafa»
- Fernando Olivera, nombrado «Fernando Oliveira»
- Jaime Bayly, nombrado «Jaime Baby»
- Javier Carmona, nombrado «Javier Carademona»
- José Luis Carranza, nombrado «El Puma Carranza»
- Laura Bozzo, nombrado «Laura Chozzo»
- Mercedes Cabanillas, nombrado «Meche Cadenillas»
- Magaly Medina, nombrado «Malaji»
- Pérez Albela, nombrado «Doctor Pérez Calavera Mongosol»
- Nicolás Lúcar, nombrado «Nicolas Pelucar»
- Raúl Romero, nombrado «Raul Refeo»
- Vladimiro Montesinos, nombrado «Vladimiro Montesinicos»

### Alteregos
- Fulvio Carmelo «Chisiricósoro»[14]
- Koki Siera
- Se unió a la Orquesta Internacional Agua Dulce de Héctor Neyra Berrios y crearon el tema «El chisiricósoro».

## Filmografía

### Cine
| Año  | Película       | Personaje                       |
| ---- | -------------- | ------------------------------- |
| 2009 | Motor y motivo | Fulvio Carmelo «Chichiricósoro» |
| 2014 | Japy ending    |                                 |

### Televisión
| Año             | Título                      | Rol           | Canal                                         | Notas                  |
| --------------- | --------------------------- | ------------- | --------------------------------------------- | ---------------------- |
| 1990-1996       | Risas y salsa               | Comediante    | Panamericana Televisión                       |                        |
| 1997-1999       | Risas de América            | Comediante    | América Televisión                            |                        |
| 1999            | Los cincorregibles          | Comediante    | ATV                                           |                        |
| 2000-2003       | 24 minutos                  | Comediante    | Panamericana Televisión                       |                        |
| 2001-2002       | 24 minutazos                | Comediante    | Panamericana Televisión                       |                        |
| 2002            | Cueros y Carcajadas         | Comediante    | Panamericana Televisión                       |                        |
| 2003            | Reina de corazones          | Copresentador | Panamericana Televisión                       |                        |
| 2003-2004       | Noti-ríase                  | Comediante    | América Televisión                            |                        |
| 2005            | El torpedo                  | Comediante    | Panamericana Televisión                       |                        |
| 2005-2009       | Que tal mañana              | Presentador   | ATV Panamericana Televisión Global Televisión |                        |
| 2006            | QTM te pone al día          | Presentador   | ATV Panamericana Televisión Global Televisión |                        |
| 2008-2010       | Ponte al día                | Comediante    | ATV Panamericana Televisión Global Televisión |                        |
| 2009            | Tus mañanas con todo        | Presentador   | ATV Panamericana Televisión Global Televisión |                        |
| 2009            | Tres al día                 | Comediante    | ATV Panamericana Televisión Global Televisión |                        |
| 2010-2011       | El noticioso                | Comediante    | ATV Panamericana Televisión Global Televisión |                        |
| 2010            | El gran show                | Concursante   | América Televisión                            | 9.º puesto             |
| 2010            | El estelar del humor        | Comediante    | ATV                                           |                        |
| 2012-2014       | Yo soy                      | Jurado        | Latina Televisión                             |                        |
| 2015-2016       | Comediando                  | Comediante    | Willax Televisión                             | Grabación: Plaza Norte |
| 2016            | El show de Valentino Armani | Comediante    | Willax Televisión                             | Grabación: Plaza Norte |
| 2016            | Fernando Armas: Troleando   | Comediante    | Willax Televisión                             | Grabación: Plaza Norte |
| 2016-2017       | KG de risa                  | Comediante    | Willax Televisión                             | Grabación: Plaza Norte |
| 2017            | Yo soy kids                 | Jurado        | Latina Televisión                             |                        |
| 2020-actualidad | El reventonazo de la chola  | Comediante    | América Televisión                            |                        |
| 2022-actualidad | Reventonazo Año Nuevo 2023  | Comediante    | América Televisión                            |                        |
| 2020            | Yo soy                      | Jurado        | Latina Televisión                             |                        |

### Radio
| Año             | Título                 | Rol        | Emisora        |
| --------------- | ---------------------- | ---------- | -------------- |
| 1993-2008       | Los chistosos          | Comediante | RPP Noticias   |
| 2008-2010       | Los imitadores         | Comediante | CPN Radio      |
| 2010-2011       | El mañanero            | Comediante | Okey Radio     |
| 2011-2012       | Los cocolocos          | Comediante | Radio Karibeña |
| 2014-2016       | Salsa con humor        | Comediante | Radiomar Plus  |
| 2020-actualidad | Los exitosos del humor | Comediante | Radio Exitosa  |

### Videojuego
| Año  | Título                           | Rol      |
| ---- | -------------------------------- | -------- |
| 2000 | Vladigame 2: La amenaza continúa | Vladimón |